# Henrik Stepančič
Henrik (tudi Hinko) Stepančič, slovenski pravnik, * 22. junij 1864, Temnica na Krasu, † 22. september 1940, Ljubljana.
Rodil se je v družini posestnika Franca Stepančiča, šolal se je v Gorici in v Trstu, kjer je leta 1884 maturiral. Pravo je nato študiral na Dunaju in v Gradcu, študij je zaključil leta 1889; pravosodni izpit je opravil v Gradcu leta 1893, nato pa opravljal sodniško službo v Idriji, Litiji, Ilirski Bistrici in Motovunu. Leta 1899 je postal prvi slovenski predstojnik sodišča v Buzetu v Istri, kjer si je prizadeval in izposloval slovensko jezikovno enakopravnost. Od leta 1907 je deloval v Gorici, Gradcu, Mariboru in leta 1921 opravljal delo višjega sodnega svetnika in disciplinskega tožilca za Slovenijo do upokojitve leta 1929. Pokopan je v Celju.
Bil je avtor strokovne literature, mdr. Razmišljevanja o kleveti (1929) (COBISS) Njegov sin Hinko Stepančič je avtor besedila slovenske operete Melodije srca.